# Renée Darriet
Renée Darriet, née le 17 novembre 1911 à Mont-de-Marsan et morte le 26 décembre 2010 dans cette même ville, est une résistante française.

## Biographie
Renée Marie Darriet est la fille de Pierre Darriet, employé aux télégraphes, et d'Anne Marie Rose Duluc, couturière,  domiciliés route du Houga.

### Résistance
Son emploi de téléphoniste aux PTT de Mont-de-Marsan, ville traversée par la ligne de démarcation pendant l'occupation allemande, lui donne la possibilité de renseigner la lutte clandestine et en février 1942,  Renée Darriet rentre dans la Résistance avec son jeune frère dans le réseau de renseignements CND-Castille.

### Arrestation et internement
Elle est arrêtée le 8 octobre 1943 par la police française, puis les Allemands, dans sa maison familiale. Alertée la veille par l'absence de réponse de son frère, évadé clandestin à Bordeaux, alors qu'elle lui téléphone chaque semaine, elle a le temps de prévenir son réseau et d'enterrer dans son jardin tous les documents pouvant la compromettre, avant d'être emmenée. 
Emprisonnée à Bordeaux, notamment au fort du Hâ, pendant deux mois, elle garde le silence lors de son interrogatoire.

### Déportation
Elle est déportée le 2 février 1944 au camp de Ravensbrück, dans le même convoi que Geneviève de Gaulle-Anthonioz, avant de rejoindre celui de Schlieben. Après un an et demi de captivité, elle retrouve sa liberté le 25 mai 1945 lors de la libération du camp par l'Armée rouge. Comme elle juge les habits civils qu'on lui propose inconfortables, et aussi par esprit de défi, elle regagne la France dans sa tenue de déportation, après une marche de plusieurs centaines de kilomètres s'étalant sur deux mois.

### Vie politique
Toujours discrète sur son passé, militante du PS, elle devient conseillère municipale du maire de Mont-de-Marsan Charles Lamarque-Cando pendant une quinzaine d'années. Elle se présente aux élections cantonales, sans succès.

### Décès
Elle décède à l'hôpital Layné de Mont-de-Marsan de mort naturelle à l'âge de 99 ans.

## Hommages

### Décorations
Durant sa vie, elle reçoit les décorations suivantes :
- Chevalier de la Légion d'honneur (1973)[3]
- Officier de la Légion d'honneur (1980)[3]
- Croix de guerre 1939–1945
- Médaille de la Résistance française (décret du 11 mars 1947)[4]
- Médaille de la déportation pour faits de Résistance
- Médaille des Résistants des PTT

### Odonymie
Un dernier hommage public lui est rendu en avril 2007 par le sénateur-maire Philippe Labeyrie, qui donne le nom de Renée Darriet à une rue de la ville lors du réaménagement de l'ancienne caserne Bosquet.

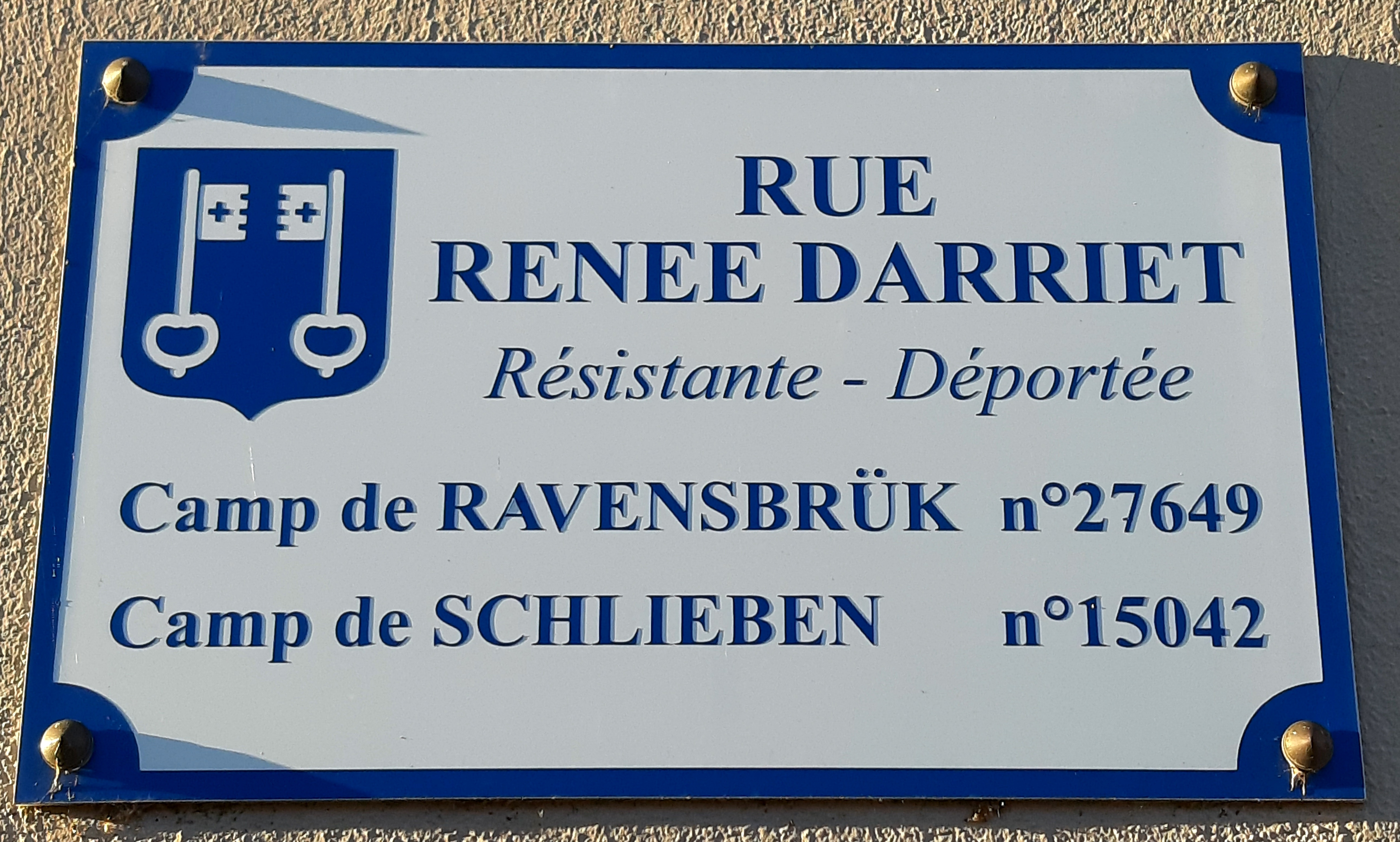
Panneau de la rue Renée Darriet orné du blason de Mont-de-Marsan